# Bộ binh

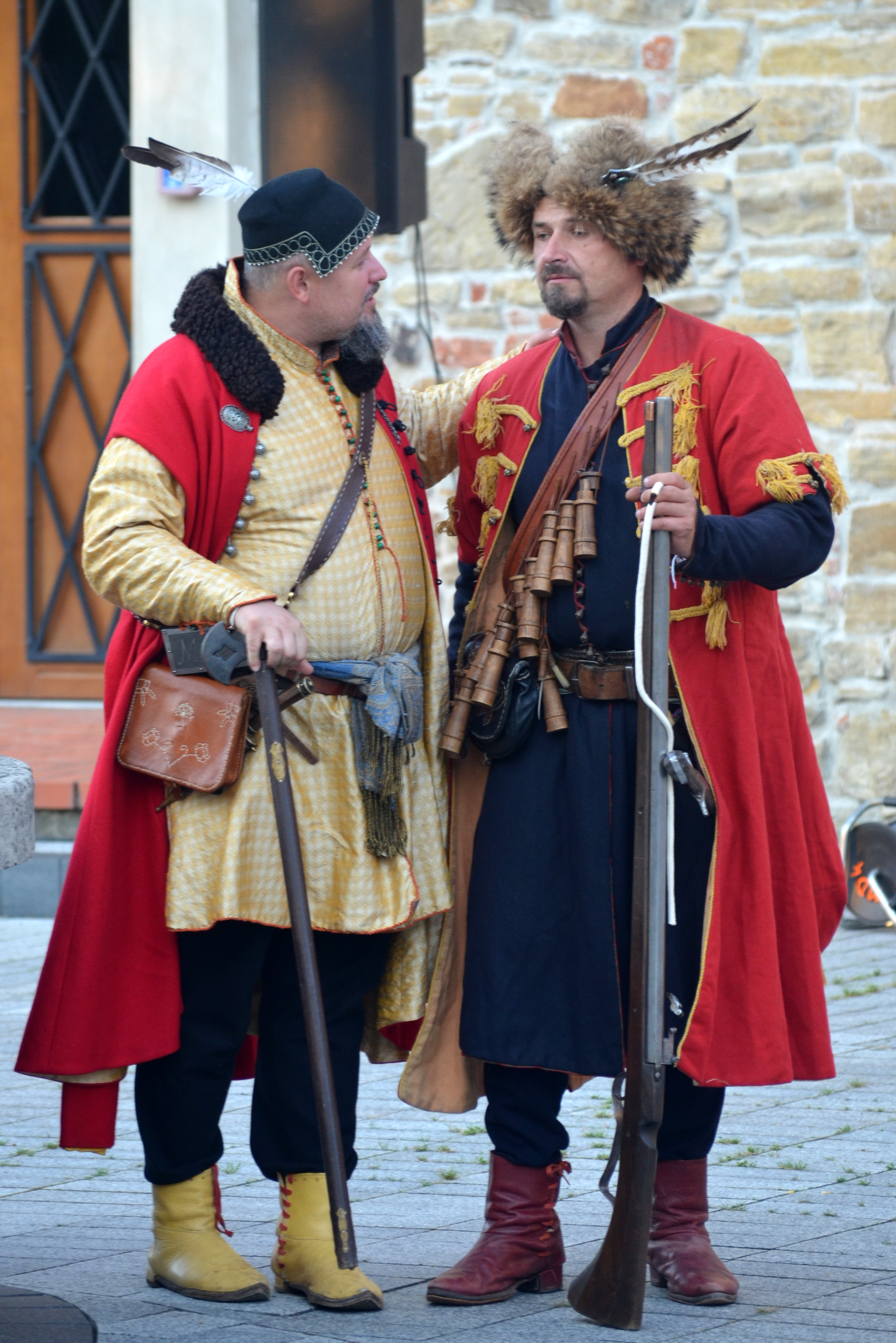
Tái hiện bộ binh Ba Lan thế kỷ XVII

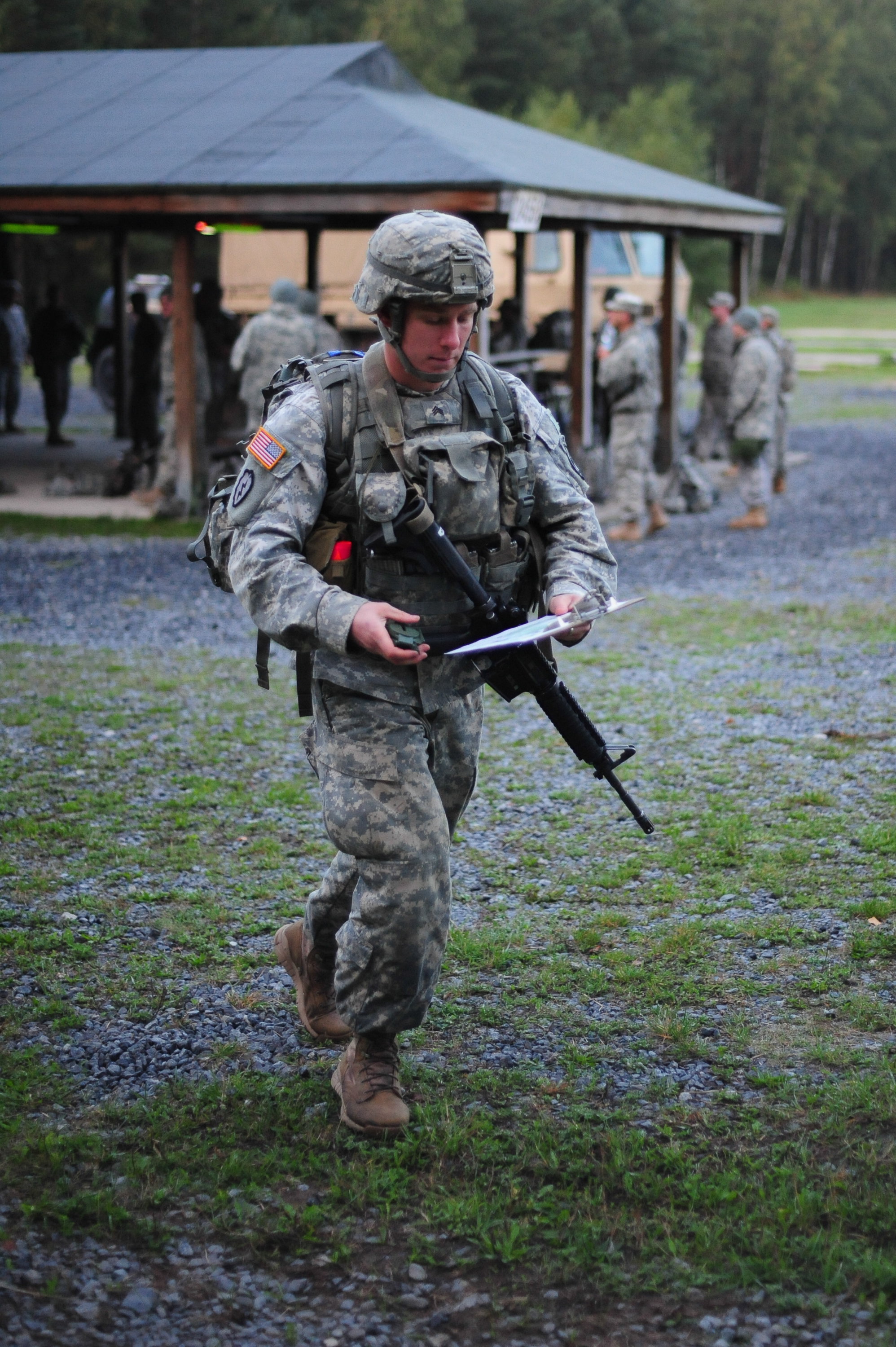
Một bộ binh châu Âu

Bộ binh là những người lính chiến đấu chủ yếu ở trên bộ với các vũ khí bộ binh loại nhỏ trong các đơn vị của quân đội mặc dù họ có thể được đưa đến chiến trường bằng ngựa, tàu thuyền, xe ô tô, máy bay hay các phương tiện khác. Vũ khí của họ là các loại vũ khí nhỏ như súng trường, súng lục, lựu đạn.

### Thời cổ đại

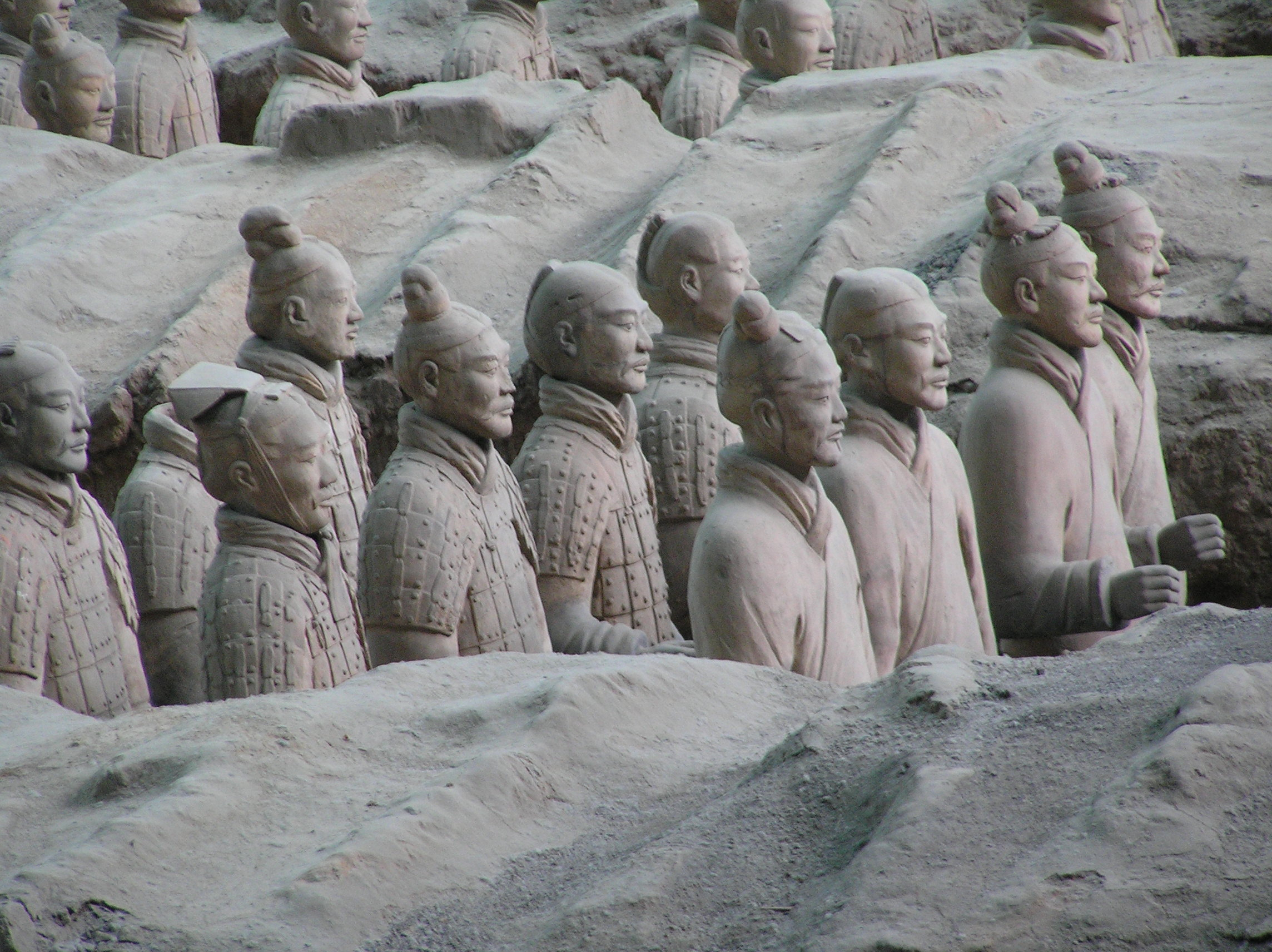
Đội quân đất nung thời nhà Tần

### Thời trung đại

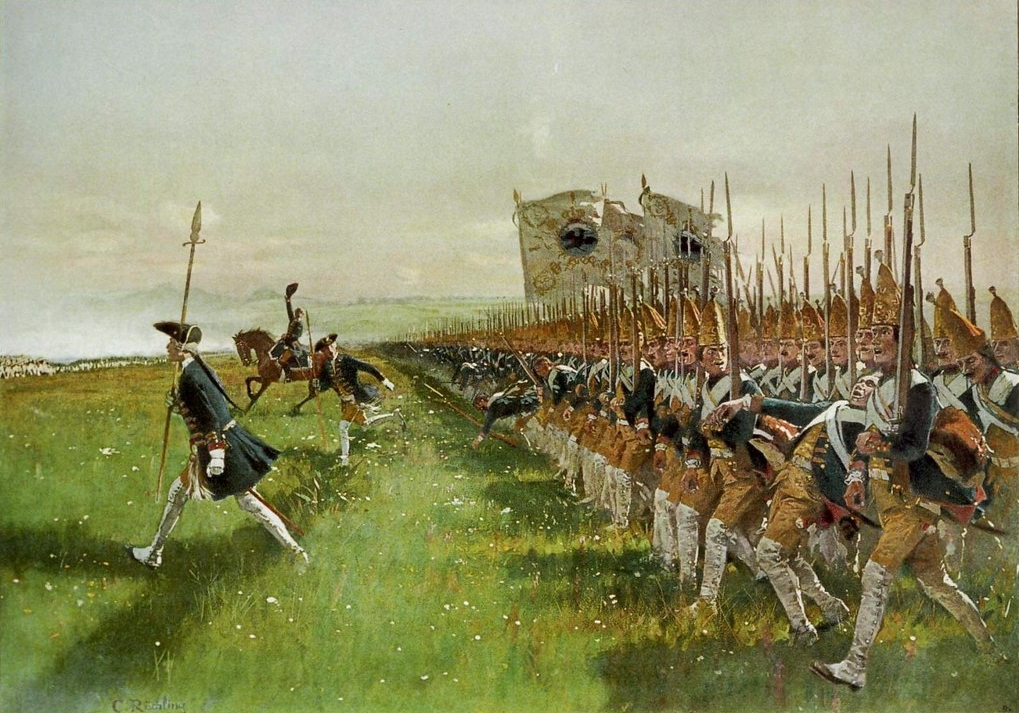
Cuộc tấn công Bộ binh Phổ, ngày 4 tháng 6 năm 1745 trong đại thắng Hohenfriedeberg, qua nét vẽ của Carl Röchling. Bộ binh Phổ là một trong những lực lượng quân sự mạnh nhất châu Âu thế kỷ 18

## Lịch sử

### Thời hiện đại

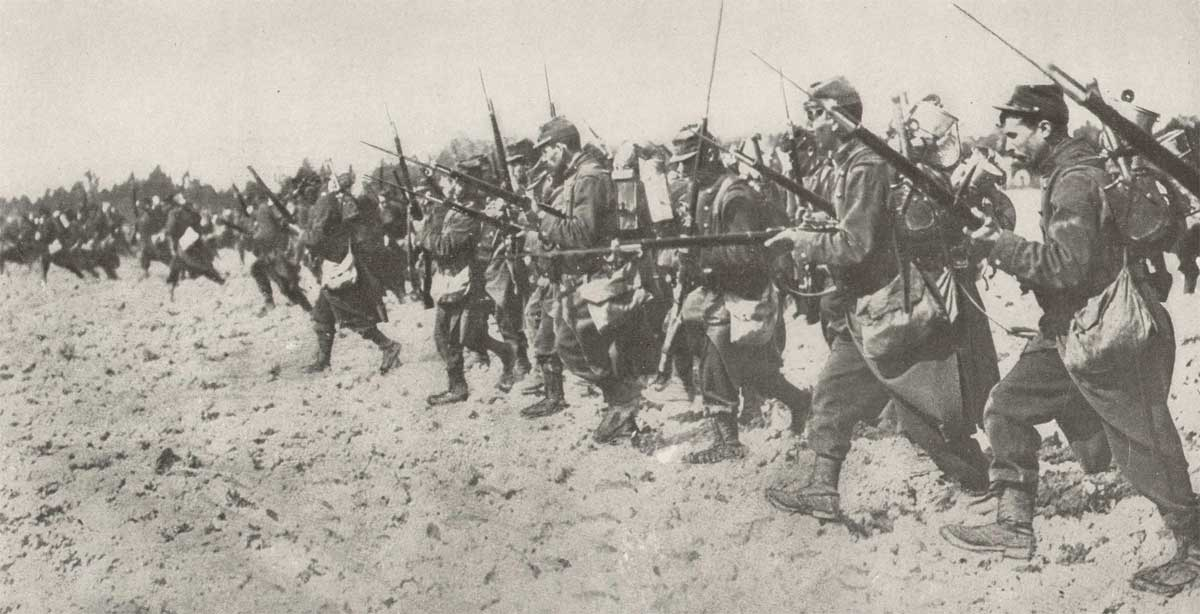
Bộ binh Pháp trong một trận chiến ở Chiến tranh thế giới thứ nhất

Trước khi có sự phát triển của loại đường sắt trong thế kỷ 19, bộ binh cơ động đến trận địa bằng hành quân trên bộ hoặc đôi khi bằng tàu, thuyền. Trong thập niên 1890 và sau đó, một vài nước như Ý, bộ binh của họ đã sử dụng xe đạp nhưng một cuộc cách mạng thực sự trong việc cơ động được bắt đầu từ thập niên 1920 với việc sử dụng các phương tiện cơ động như xe ô tô, xe thiết giáp dẫn đến sự ra đời của bộ binh cơ giới. Các hoạt động trong Chiến tranh thế giới lần thứ hai đã chứng tỏ tầm quan trọng của việc bảo vệ những người lính khi họ đang di chuyển đưa đến việc phát triển lực lượng bộ binh cơ giới có sử dụng các xe bọc thép.

## Tổ chức

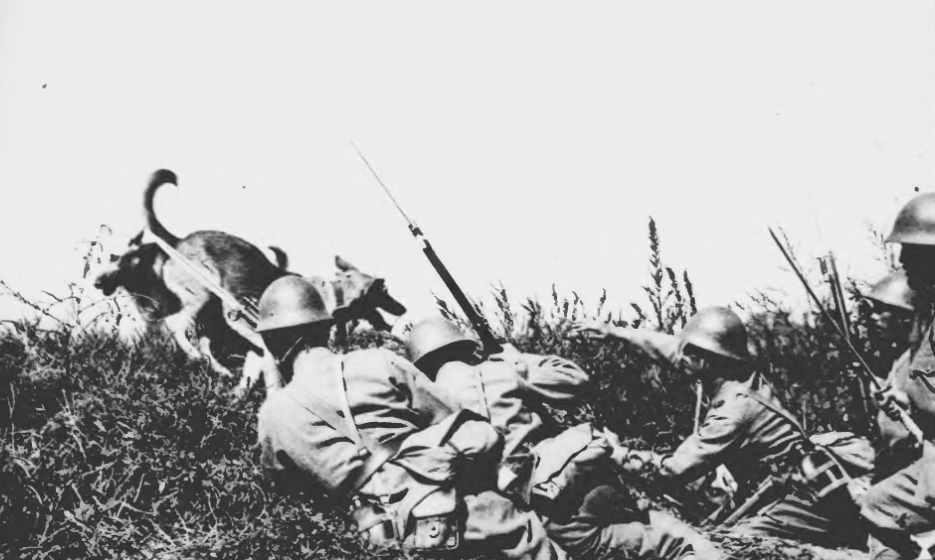
Bộ binh của Lục quân Đế quốc Nhật Bản với chó vào năm 1938

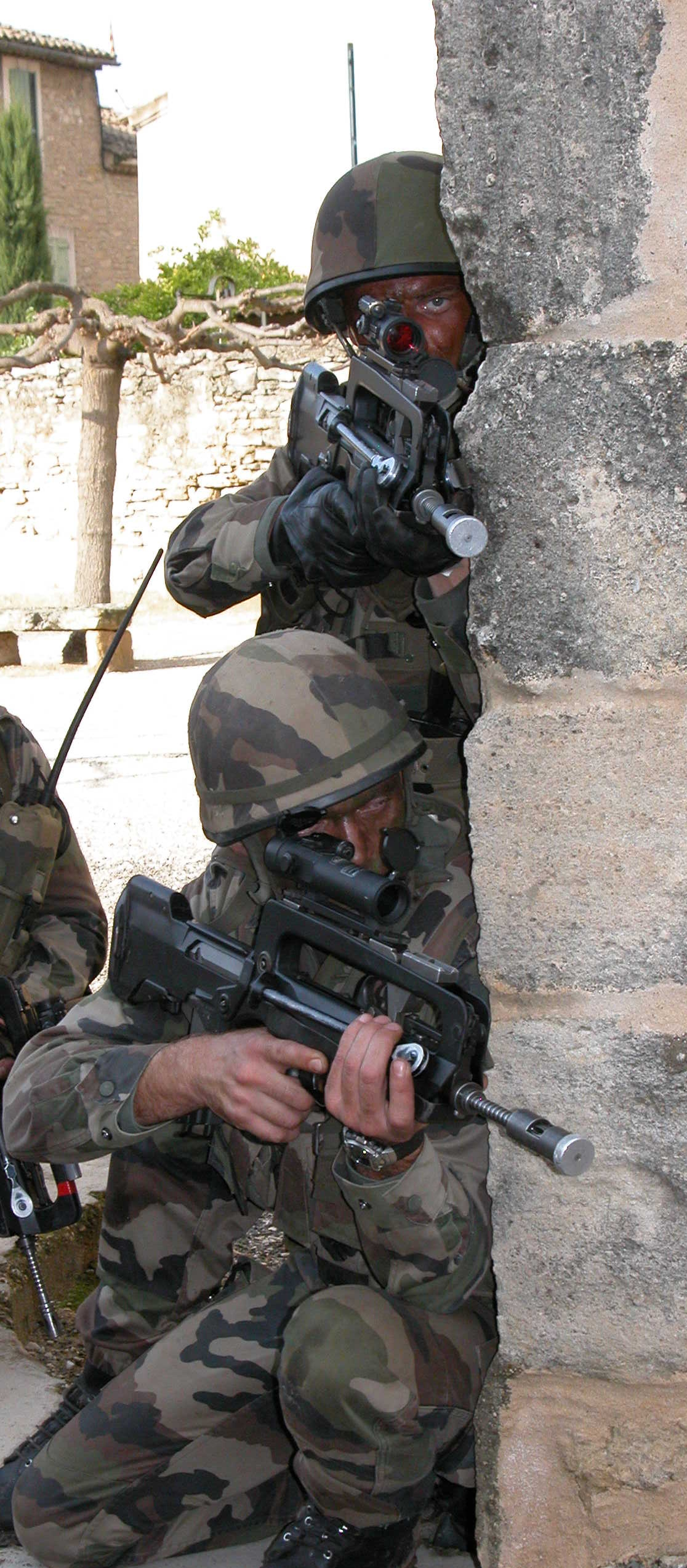
Bộ binh hiện đại của lê dương Pháp

## Nhiệm vụ
Bộ binh đóng trò quan trọng, là lực lượng chính trong lục quân. Nó là lực lượng để chiếm giữ các vị trí và sự có mặt của bộ binh sẽ giữ được lãnh thổ đó. Trong khi các chiến thuật sử dụng lực lượng trên chiến trường có thể thay đổi thì nhiệm vụ cơ bản của bộ binh vẫn không thay đổi. Các hoạt động tấn công có vai trò quan trọng nhất đối với lực lượng bộ binh, cùng với phòng vệ tạo nên phương thức tác chiến chính trên chiến trường. Tuần tra cũng là một trong những nhiệm vụ quan trọng của bộ binh. Ngoài ra còn có nhiều nhiệm vụ khác như hộ tống, bảo vệ.

## Trang bị cơ bản của bộ binh thời kì hiện đại
Các trang bị cơ bản cho một người lính gồm:
- Các loại súng cá nhân như súng trường, súng tiểu liên, súng máy hoặc vũ khí tương đương như: Tên lửa vác vai, bazooka, súng phun lửa, v.v...
- Súng ngắn (hay còn được gọi là súng lục), món vũ khí hữu hiệu nhất trong những cuộc đụng độ nơi không gian chiến đấu chật hẹp. Súng ngắn nhỏ, nhẹ, chính xác, khắc phục được những hạn chế của súng trường, tuy nhiên tầm bắn lại ngắn. Súng ngắn thường được sử dụng trong những trường hợp như: hết đạn, kẹt đạn, kết liễu,...
- Dao: tùy vào từng đơn vị huấn luyện mà dao bộ binh có các loại khác nhau. Nhưng nhìn chung các loại dao đều dùng trong lối đánh cận chiến như ám sát, kết liễu, thậm chí là đánh giáp lá cà . Một số dao được gắn vào súng cá nhân (lưỡi lê).
- Lựu đạn sát thương: Phổ biến nhất là các loại lựu đạn nổ. Với ưu điểm là dễ cầm ném, nên loại vũ khí này thường dùng để tiêu hao sinh lực đối phương, diệt các boong-ke, chốt, hay xe tăng địch ở các vị trí che khuất với sát thương cực kì cao. Ví dụ: lựu đạn F1,...
- Lựu đạn khói: Thường xuất hiện trong các chiến dịch đặc biệt, ít khi xuất hiện trên chiến trường. Với công dụng tạo lên một vùng khói che khuất tạm thời, ngăn cảm tầm nhìn đối phương, tạo bước tiến cho người lính tiến lên hoặc rút lui.
- Ống nhòm dùng để quan sát mục tiêu từ xa.

Còn một số trang bị khác như: Kính hồng ngoại, bộ đàm.